# Karin Herrera

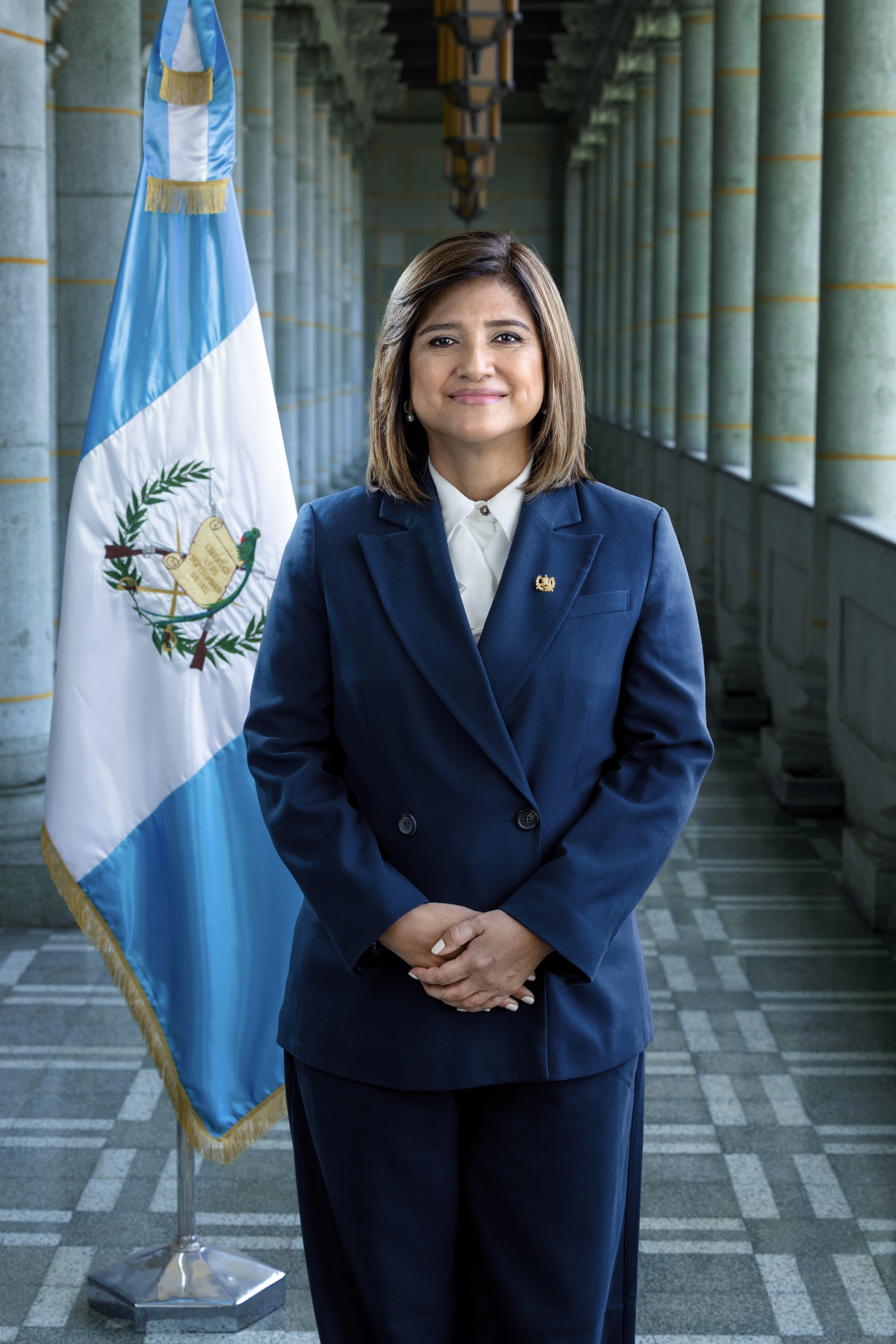
Karin Herrera

Karin Larissa Herrera Aguilar (* 25. Juli 1968 in Guatemala-Stadt) ist eine guatemaltekische Biologin, Professorin, Politikerin und Soziologin und amtierende Vizepräsidentin von Guatemala. Sie gehört der politischen Partei Semilla an und wurde am 14. Januar 2024 Vizepräsidentin im Kabinett Arévalo an der Seite des gewählten Präsidenten Bernardo Arévalo, der die zweite Runde der Präsidentschaftswahlen 2023 gewonnen hat.